# Ù
Das Ù (kleingeschrieben ù) ist ein Buchstabe des lateinischen Schriftsystems bestehend aus einem U mit Gravis.
In der kaschubischen Sprache ist das Ù der 30. Buchstabe im Alphabet und steht für den Laut /wu/.
Im Französischen wird das Ù nur in dem Wort où (dt.: wo) verwendet, um es von ou (oder) zu unterscheiden. Im Italienischen zeigt das ù einen betonten Buchstaben U an.
Im Schottisch-gälischen steht das Ù für ein langes U - /uː/. Ferner wird der Buchstabe im Vietnamesischen für den Buchstaben U im zweiten (fallenden) Ton verwendet.

## Darstellung auf dem Computer
Unicode enthält das Ù an den Codepunkten U+00D9 (Großbuchstabe) und U+00F9 (Kleinbuchstabe). Dieselben Stellen belegt es in ISO 8859-1.
In HTML gibt es die benannten Zeichen &Ugrave; für das große Ù und &ugrave; für das kleine ù.
In TeX kann man mit \`U bzw. \`u das U mit Gravis bilden.